# Green Montana
Green Montana (* 15. Juni 1993 in Verviers) ist ein belgischer Rapper.

## Karriere
Green Montana begann Mitte der 2010er Musik aufzunehmen, nachdem er zuvor eine von Drogen bestimmte Vergangenheit hatte.
Im Jahr 2019 nahm ihn der französische Rapper Booba auf dessen Label 92i Records unter Vertrag. Die gemeinsame Single Tout gâcher erreichte 2020 die Top 30 in Frankreich.
Mit seinem 2020 veröffentlichtem Debütalbum Alaska schaffte er es sowohl in Wallonien, als auch in Frankreich bis in die Top 30. 2021 folgte sein zweites Album Melancholia 999.
Mit seinem dritten Album Nostalgia+ schaffte er es in Frankreich bis auf Platz eins sowie auf Platz zwei in Wallonien.

## Diskografie

### Alben
| Jahr | Titel Musiklabel                           | Höchstplatzierung, Gesamtwochen, AuszeichnungChartplatzierungen (Jahr, Titel, Musiklabel, Platzierungen, Wochen, Auszeichnungen, Anmerkungen) | Höchstplatzierung, Gesamtwochen, AuszeichnungChartplatzierungen (Jahr, Titel, Musiklabel, Platzierungen, Wochen, Auszeichnungen, Anmerkungen) | Höchstplatzierung, Gesamtwochen, AuszeichnungChartplatzierungen (Jahr, Titel, Musiklabel, Platzierungen, Wochen, Auszeichnungen, Anmerkungen) | Höchstplatzierung, Gesamtwochen, AuszeichnungChartplatzierungen (Jahr, Titel, Musiklabel, Platzierungen, Wochen, Auszeichnungen, Anmerkungen) | Anmerkungen                            |
| Jahr | Titel Musiklabel                           | BEW | BEF | FR | CH | Anmerkungen                            |
| ---- | ------------------------------------------ | --- | --- | --- | --- | -------------------------------------- |
| 2020 | Alaska 92i / Capitol Music France          | BEW27 (7 Wo.)BEW | — | FR25 Gold · (5 Wo.)FR | — | Erstveröffentlichung: 30. Oktober 2020 |
| 2021 | Melancholia 999 92i / Capitol Music France | BEW11 (25 Wo.)BEW | — | FR45 (32 Wo.)FR | CH56 (1 Wo.)CH | Erstveröffentlichung: 10. Juni 2021    |
| 2022 | Nostalgia+ 92i / Capitol Music France      | BEW2 (84 Wo.)BEW | BEF146 (1 Wo.)BEF | FR1 Platin · (88 Wo.)FR | CH7 (4 Wo.)CH | Erstveröffentlichung: 15. April 2022   |
| 2024 | Saudade 92i / Capitol Music France         | BEW1 (26 Wo.)BEW | — | FR1 Gold · (49 Wo.)FR | CH3 (4 Wo.)CH | Erstveröffentlichung: 5. April 2024    |

### Singles
| Jahr | Titel Album                          | Höchstplatzierung, Gesamtwochen, AuszeichnungChartplatzierungen (Jahr, Titel, Album, Platzierungen, Wochen, Auszeichnungen, Anmerkungen) | Höchstplatzierung, Gesamtwochen, AuszeichnungChartplatzierungen (Jahr, Titel, Album, Platzierungen, Wochen, Auszeichnungen, Anmerkungen) | Höchstplatzierung, Gesamtwochen, AuszeichnungChartplatzierungen (Jahr, Titel, Album, Platzierungen, Wochen, Auszeichnungen, Anmerkungen) | Anmerkungen                                          |
| Jahr | Titel Album                          | BEW | FR | CH | Anmerkungen                                          |
| --- | ------------------------------------ | --- | --- | --- | ---------------------------------------------------- |
| 2020 | Tout gâcher Alaska                   | — | FR25 Gold · (8 Wo.)FR | CH80 (1 Wo.)CH | Erstveröffentlichung: 15. Oktober 2020 feat. Booba   |
| 2021 | BB Part.3 Melancholia 999            | — | FR163 Gold · (1 Wo.)FR | — | Erstveröffentlichung: 6. Mai 2021                    |
| 2021 | Evidemment Melancholia 999           | — | FR54 Platin · (7 Wo.)FR | — | Erstveröffentlichung: 17. Mai 2021 feat. SDM         |
| 2022 | Waldorf Astoria Nostalgia+           | — | FR134 (2 Wo.)FR | — | Erstveröffentlichung: 20. Januar 2022                |
| 2022 | Parfum Nostalgia+                    | — | FR67 Gold · (3 Wo.)FR | — | Erstveröffentlichung: 16. März 2022                  |
| 2023 | 92i Maybach –                        | — | FR107 (1 Wo.)FR | — | Erstveröffentlichung: 26. April 2023                 |
| 2024 | Ishtar Saudade                       | — | FR79 (2 Wo.)FR | — | Erstveröffentlichung: 28. März 2024                  |
| Folgende Lieder erschienen nicht als Single, wurden aber durch das Album zum Download und Streaming bereitgestellt und konnten somit eine Platzierung erlangen: |                                      | | | |                                                      |
| |                                      | | | |                                                      |
| 2021 | Fum22 nocive Melancholia 999         | BEW— GoldBEW | FR126 Diamant · (8 Wo.)FR | — |                                                      |
| 2022 | Neymar jr Nostalgia+                 | — | FR16 Platin · (18 Wo.)FR | CH88 (1 Wo.)CH | feat. SDM                                            |
| 2022 | Chaque jour de la semaine Nostalgia+ | — | FR64 Gold · (2 Wo.)FR | — |                                                      |
| 2022 | Papiers Nostalgia+                   | — | FR80 (2 Wo.)FR | — |                                                      |
| 2022 | Bezos-Pinault-Bollore Nostalgia+     | — | FR115 (2 Wo.)FR | — |                                                      |
| 2022 | Le zen et les seins Nostalgia+       | — | FR122 Gold · (1 Wo.)FR | — |                                                      |
| 2022 | Mpiaka Nostalgia+                    | — | FR130 (1 Wo.)FR | — | feat. Guy2Bezbar                                     |
| 2022 | Là où le vent nous mène Nostalgia+   | — | FR131 (1 Wo.)FR | — |                                                      |
| 2022 | Diamant Nostalgia+                   | — | FR152 (1 Wo.)FR | — |                                                      |
| 2022 | Super héros Nostalgia+               | — | FR153 (1 Wo.)FR | — |                                                      |
| 2022 | Bugatti Boys Nostalgia+              | — | FR180 (1 Wo.)FR | — |                                                      |
| 2024 | Barcelona92 Saudade                  | BEW48 Gold · (1 Wo.)BEW | FR12 Diamant · (30 Wo.)FR | CH96 (1 Wo.)CH | Charteinstieg: 12. April 2024 feat. SDM              |
| 2024 | Bank Saudade                         | — | FR33 (3 Wo.)FR | — | Charteinstieg: 12. April 2024 feat. Josman & Tiakola |
| 2024 | Phileas Fogg Saudade                 | — | FR49 (3 Wo.)FR | — | Charteinstieg: 12. April 2024                        |
| 2024 | Saudade                              | — | FR95 (1 Wo.)FR | — | Charteinstieg: 12. April 2024                        |
| 2024 | Dashboard Saudade                    | — | FR102 (1 Wo.)FR | — | Charteinstieg: 12. April 2024 feat. Isha             |
| 2024 | Beverly Hills 90210 Saudade          | — | FR107 (1 Wo.)FR | — | Charteinstieg: 12. April 2024                        |
| 2024 | Bissap Saudade                       | — | FR111 (1 Wo.)FR | — | Charteinstieg: 12. April 2024                        |
| 2024 | Mc Laren & Likelemba Saudade         | — | FR127 (1 Wo.)FR | — | Charteinstieg: 12. April 2024                        |
| 2024 | Inspecteur Gadget Saudade            | — | FR128 (1 Wo.)FR | — | Charteinstieg: 12. April 2024                        |
| 2024 | Oseille mon amour Saudade            | — | FR130 (1 Wo.)FR | — | Charteinstieg: 12. April 2024                        |
| 2024 | La haine Saudade                     | — | FR139 (1 Wo.)FR | — | Charteinstieg: 12. April 2024                        |
| 2024 | Finalement riche Saudade             | — | FR149 (1 Wo.)FR | — | Charteinstieg: 12. April 2024 feat. Theodore         |
| 2024 | Riche nouveau monde Saudade          | — | FR152 (1 Wo.)FR | — | Charteinstieg: 12. April 2024                        |
| 2024 | La brique et la drogue Saudade       | — | FR154 (1 Wo.)FR | — | Charteinstieg: 12. April 2024                        |
| 2024 | Ekenge Saudade                       | — | FR159 (1 Wo.)FR | — | Charteinstieg: 12. April 2024                        |
| 2024 | Alfred Borden Saudade                | — | FR177 (1 Wo.)FR | — | Charteinstieg: 12. April 2024                        |
| 2024 | Paire de celine Saudade              | — | FR184 (1 Wo.)FR | — | Charteinstieg: 12. April 2024                        |

Weitere Lieder
- 2020: Sale tchoin (FR: Gold)

### Gastbeiträge
| Jahr | Titel Album                | Höchstplatzierung, Gesamtwochen, AuszeichnungChartplatzierungen (Jahr, Titel, Album, Platzierungen, Wochen, Auszeichnungen, Anmerkungen) | Höchstplatzierung, Gesamtwochen, AuszeichnungChartplatzierungen (Jahr, Titel, Album, Platzierungen, Wochen, Auszeichnungen, Anmerkungen) | Höchstplatzierung, Gesamtwochen, AuszeichnungChartplatzierungen (Jahr, Titel, Album, Platzierungen, Wochen, Auszeichnungen, Anmerkungen) | Anmerkungen               |
| Jahr | Titel Album                | BEW | FR | CH | Anmerkungen               |
| --- | -------------------------- | --- | --- | --- | ------------------------- |
| Folgende Lieder erschienen nicht als Single, wurden aber durch das Album zum Download und Streaming bereitgestellt und konnten somit eine Platzierung erlangen: |                            | | | |                           |
| |                            | | | |                           |
| 2022 | Nwar sur Nwar Liens du 100 | — | FR32 (3 Wo.)FR | — | SDM feat. Green Montana   |
| 2023 | N.I.A. No Cao, Vol. 1      | — | FR120 (1 Wo.)FR | — | Kodes feat. Green Montana |